# Alassane Ouattara
Alassane Dramane Ouattara (n. 1 ianuarie 1942, Dimbokro, Lacs District⁠(d), Coasta de Fildeș) este un politician ivorian care ocupă funcția de președinte al Coastei de Fildeș din 2010. Economist de profesie, Ouattara a lucrat pentru Fondul Monetar Internațional (FMI) și Banca Centrală a Statelor Africii de Vest și a fost prim-ministru al Coastei de Fildeș din noiembrie 1990 până în decembrie 1993, numit în funcția respectivă de președintele Félix Houphouët-Boigny. Ouattara a devenit președintele Adunării Republicanilor, un partid politic ivorian, în 1999.